# Denise Rosenthal
Denise Sofía Rosenthal Schalchli (Santiago, 8 de noviembre de 1990) es una cantautora y actriz chilena. A la edad de 16 años, inició su carrera artística en la serie musical de televisión Amango (2007-2009) en donde interpretó a Feña, y como integrante del grupo del mismo nombre en 2007. Simultáneamente formó parte de la serie El blog de la Feña (2008), donde lanzó dos álbumes para el programa.
Comenzó su carrera en solitario y lanzó su primer álbum de estudio, Fiesta (2013), editado de forma independiente, del cual se desprendieron los temas «I Wanna Give My Heart» y «Just Better Alone», entre otros. Tras firmar con el sello Universal Music Chile, publicó su segundo álbum de estudio, Cambio de piel (2017), seguido de Todas seremos reinas (2021).
En 2011 debutó en el cine, protagonizando la película El limpiapiscinas de Sebastián Badilla, con quien luego protagonizaría la película El babysitter (2013) y la serie de televisión El nuevo de TVN. En 2017 publicó su primera obra literaria, La vida en movimiento. 
Su personalidad feminista se ha expresado en sus discos, donde abarca temas como sororidad, empoderamiento femenino y el amor propio, resaltando los sencillos «Cambio de piel», «Cabello de ángel» y «Lucha en equilibrio». También planteó en sus líricas las conductas machistas y la autoaceptación, recalcando las pistas «Agua segura», «El amor no duele», «Ni un fruto» y «Tiene sabor». Debido a esto, fue destacada por Billboard como una artista latina a descubrir «haciendo hincapié en sus letras poderosas».

## Inicios
Es la menor de los cuatro hijos de Christian Rosenthal, que trabaja en la cerámica, y la escritora Liselotte Schalchli. Tiene dos hermanos y una hermana.
Cuando tenía ocho años, sus padres se separaron. Estudió en Santiago College, una escuela privada bilingüe ubicada en ese entonces en la comuna de Providencia, Santiago, Chile. Durante una entrevista comentó que su familia «no era multimillonaria», y que «la mayoría de su colegio era de una clase social alta», por lo que se sintió intimidada y discriminada por sus compañeros y profesores, siendo catalogada de «líder negativa» y «mala influencia».

## Carrera musical

### 2007-2009:Amango,El blog de la FeñayCRZ
Inició su carrera musical a principios de 2007 como integrante del grupo Amango, nacido de la serie de televisión homónima, con el cual grabó dos álbumes. El 17 de enero de 2008, se oficializó, a través de un comunicado de prensa de los organizadores, la participación del grupo en el 49.º Festival Internacional de la Canción de Viña del Mar, ganando una antorcha de plata.
Simultáneamente a su rol en Amango, forma parte de la serie el Blog de la Feña, donde lanza dos álbumes grabados como solista para el programa. En junio de 2008 se estrenó el primer sencillo «No quiero escuchar tu voz», seguido de «Espérame» y «La vida sin ti». El disco alcanzó la certificación de oro en Chile. En agosto se lanzó el vídeo oficial y se estrenó en exclusiva en MTV, llegando al número 8 en el Top 100 Chile, y al puesto número 1 en los 10 más pedidos de MTV. Posteriormente grabó las canciones para el segundo disco, titulado El Blog De La Feña 2, que salió a la venta en 2009, su primer sencillo fue la balada romántica «Eres la luz».
En 2009, formó parte de la banda CRZ, grupo integrado por los personajes de la telenovela Corazón rebelde, con quienes grabó un álbum y lanzó los sencillos «Corazón rebelde», «Estaba escrito» y «No me verás». El 1 de diciembre del mismo año, se lanza el álbum debut de la banda Corazón Rebelde.

### 2010-2015: Inicios como solista y álbum debut

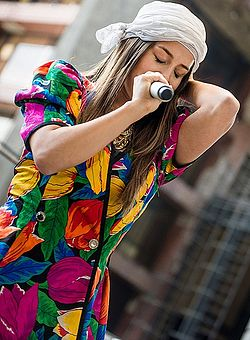
Denise presentando en vivo su álbum Fiesta.

En abril de 2010 se traslada a Buenos Aires, en donde tomó clases de perfeccionamiento en canto, baile y actuación, al tiempo que empezaba con los preliminares para su futuro disco. En él colaboró con el rapero Tea Time, inspirado en el tema del mismo nombre popularizado por la norteamericana Gladys Knight. En un inicio este tema era el primer sencillo de este álbum, sin embargo por conflictos legales con el productor del tema Felipe Yanzon, decidió dejar la canción solo como promocional. En septiembre del mismo año, se unió a Neven Ilic para grabar la canción «Say Hey, Say Ohh» la cual formó parte de la banda sonora de la serie Popland de MTV Latinoamérica. El 29 de noviembre de 2011 estrenó «I Wanna Give My Heart», como el sencillo principal de su álbum de estudio debut, el video fue dirigido por Piero Medone y filmado en Santiago de Chile y Pirque.
El 28 de enero de 2012, participó junto a DJ Méndez en la fiesta del programa radial World Dance Music de la cadena 40 Principales en Viña del Mar, presentada por el DJ español Luis López, el programa fue emitido por la cadena de radioemisoras en toda Latinoamérica, Andorra y España el 4 de febrero de 2012. En mayo, filmó el vídeo musical del segundo sencillo de su próximo álbum, titulando la canción «Just Better Alone». la cual fue lanzada el 18 de mayo, esta vez es una balada la cual promocionó con un web show realizado el 25 de mayo de 2012 en el bar The Clinic. A fines de 2012, ganó en la categoría Mejor Artista o Grupo Revelación, Zona Sur de los Premios 40 Principales América en Veracruz, México. El tercer sencillo «Dance» con un ritmo electrónico y pop, y escrito por Denise y Bastian en conjunto con Rigo, Cribe y Rob (miembros de la agrupación Crossfire), se publicó el 14 de septiembre de 2012.
En 2013 lanzó su primer álbum de estudio Fiesta, editado de forma independiente, del cual se desprendió los temas «Revolution» y «Turn It Up» como el cuarto y quinto sencillo, respectivamente. Durante octubre participó junto al grupo Los Tetas de la campaña keep a breast chile para el tema «Tócate» para luego ser invitada en los coros del nuevo sencillo de la banda «Tanz». El domingo 18 de enero se une a Juan Magan y Zaturno para el lanzamiento oficial de la canción para la Copa América Chile 2015 titulada «Contigo», Plaza de la Ciudadanía frente al Palacio La Moneda. 

### 2016-2018: Contrato con Universal Music yCambio de piel

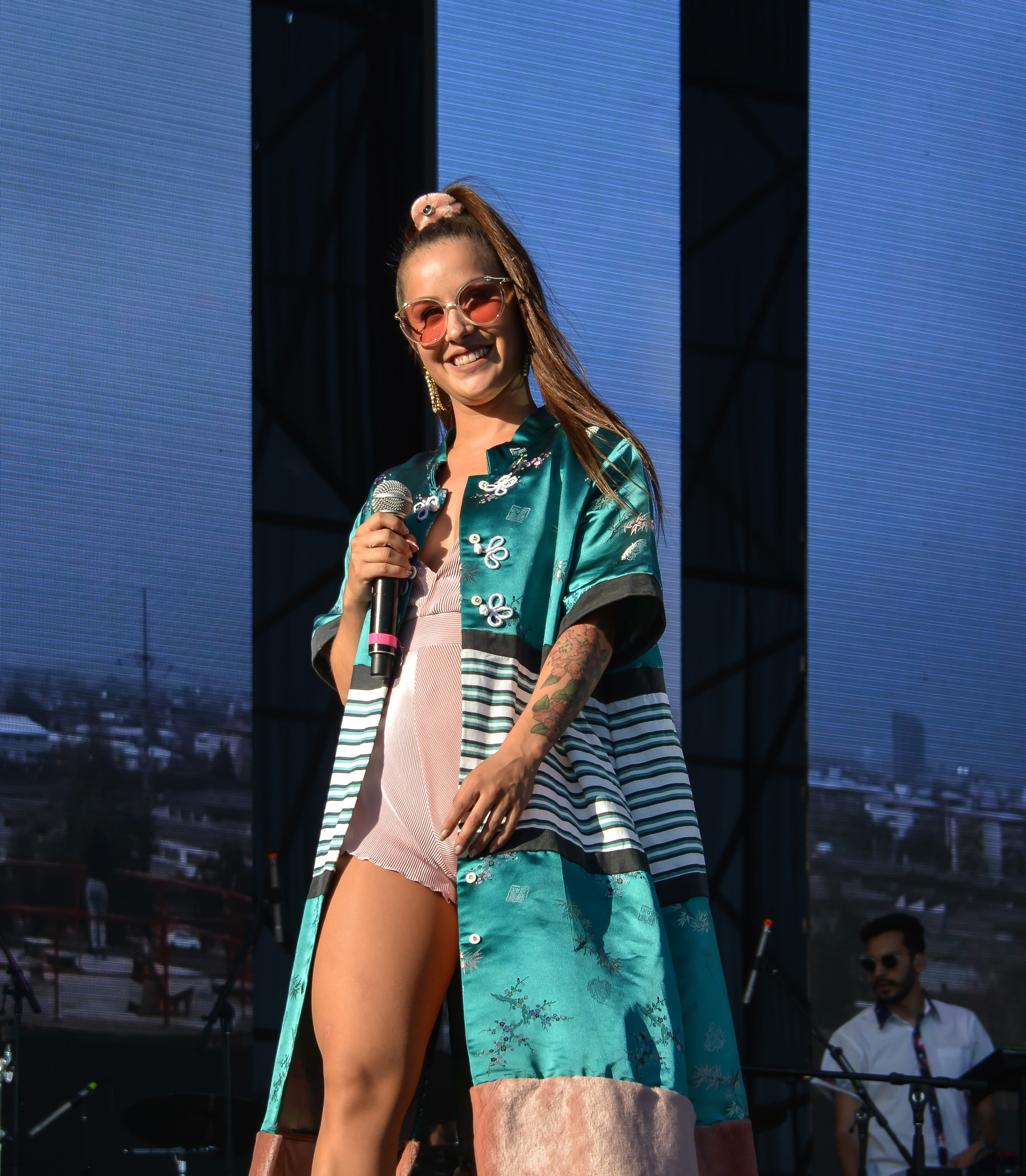
Denise en la Cumbre del Rock Chileno en 2018.

En marzo de 2016, participó en la primera edición del Ruidosa Fest, el primer festival latinomericano integrado únicamente por mujeres. Ese mismo año, firmó con la discográfica Universal Music Group y estrenó su primer sencillo «Cambio de piel» el 25 de noviembre como un anticipo del álbum del mismo nombre. El 6 de diciembre de 2017, estrenó el vídeo musical para la canción en su cuenta oficial de Vevo. Ese día, la cantante lanzó su segundo álbum de estudio, Cambio de piel, el cual contiene 10 canciones, incluyendo colaboraciones con Jonas Sánchez y Nicole ZC. Con 1 mes de lanzamiento, el álbum superó las 5.000 copias digitales y físicas obteniendo la certificación de oro en Chile. El álbum alcanzó el cuádruple disco de platino en el país.
El 1 de septiembre de 2017, la cantante lanza su segundo sencillo, «Isidora», el cual trata sobre la muerte de una de sus mejores amigas. El tema consiguió posicionarse dentro del Top 20 de Chile, su vídeo musical dirigido por Claudia Huaiquimilla se publicó un día antes. El 25 de enero de 2018, estrena la pista «Cabello de ángel» como el tercer sencillo de la producción.
En agosto de 2018, estrena el cuarto sencillo del material «Lucha en equilibrio». El video que muestra el empoderamiento y la unión femenina, fue grabado cerca de Farellones y en las playas de Maitencillo. En noviembre del mismo año lanza el quinto sencillo «Encadená», un tema que expresa la sororidad y derivar los estereotipos de belleza. A finales de 2018 se confirma su participación en el festival La cumbre a desarrollarse en Santiago de Chile en enero de 2019, la que luego fue pospuesta en dos ocasiones, siendo la última trasladada a Rancagua para finalmente ser cancelada.

### 2019-2020: Consolidación en la música y participación en el Festival de Viña del Mar
El 14 de febrero de 2019, lanza el tema «Soñarse de a dos» junto a su novio Camilo Zicavo, la canción como celebración del día del amor, muestran el amor que tienen hacia sus perros y el cariño entre ellos. El 13 de julio de 2019 se estrenó el sencillo «Agua segura», que además cuenta con la colaboración de Mala Rodríguez; aborda el empoderamiento femenino, la aceptación, el respeto y la autoestima. Un día después lanzó en la misma plataforma el videoclip del tema, el que fue grabado en España y donde también participa la actriz Nadia de Santiago, protagonista de la serie Las chicas del cable. Su video musical hace alusión a la sequía de Laguna de Aculeo en Santiago de Chile, con la leyenda: «Dedicado al pueblo de Aculeo, quienes sufren en silencio por aquella anhelada agua segura». Como adelanto de su próxima producción discográfica, estrenó «El amor no duele» el 22 de agosto de 2019 que explora las situaciones de violencia en las parejas, seguido de «Ni un fruto» el 28 de noviembre del mismo año, pista que hace alusión a conductas machistas. Iniciando el 2020, la lanzó la pista «Tiene sabor» el 20 de febrero, dicho tema trata sobre derivar los estereotipos de belleza y la autoaceptación, «todos los meses alguien me embaraza, o alguien opina acerca de mi cuerpo», comentó sobre la inspiración de la pista.
En febrero de 2020 participa como jurado en el LXI Festival Internacional de la Canción de Viña del Mar, compartiendo rol con Pedro Capó, Francisco Saavedra, entre otros. Participó del homenaje a Camilo Sesto cantando algunas de sus canciones junto a Luciano Pereyra y el cantante chileno Jordan. Todos los días, homenajeó a una mujer distinta, luciendo en su vestuario el rostro de cada una. Las mujeres homenajeadas por la artista fueron Patricia Muñoz, Elena Caffarena, Macarena Valdés, Gabriela Mistral y Julieta Kirkwood. En su presentación, lanzó importantes mensajes respecto de la privatización del agua en Chile, el feminismo y el empoderamiento de la mujer, entre otros. Recibió los galardones de Gaviota de Plata y Oro e invitó a cantar a Camilo Zicavo, vocalista de Moral Distraída, su colaboración «Soñarse de a dos». En abril de 2020, confirma una nueva colaboración junto a las artistas Danna Paola y Lola Índigo, llamada «Santería». En el mismo mes, realizó presentaciones virtuales en contexto de la pandemia por Coronavirus en el mundo. Además de sus shows individuales, interpretó junto a Camilo Zicavo «Soñarse de a dos», y también subió a YouTube presentaciones con la consigna de #QuedateEnCasa, realizando versiones de «Agua segura», junto a Mala Rodríguez y Javiera Mena, y «El amor no duele» junto a Cami. A finales de este mes, fue conocida su nominación a Canción del año por el tema «Agua Segura» en los Premios Pulsar.
Luego de ser destacada como una artista a descubrir por la revista Billboard a finales de abril de 2020, la cantante mediante sus redes sociales anunció que lanzaría el tema «Amor de madre» el 7 de mayo del mismo año. A fines de mayo de 2020, continuó con su serie de estrenos durante la cuarentena que formarían una trilogía, comenzó con la ya mencionada canción «Amor de madre», seguida del tema «Solo hay una vida», y la pista «No olvidar». Estos temas que formarán parte de su tercer álbum de estudio en solitario, reflejan la idea de compartir su propio proceso personal, partiendo por la conexión con la madre, pasando por una versión de uno más oscura y seguida de un estado de positivismo. A inicios de junio de 2020, lanzó como sencillo una versión acústica del tema «No rompo tus fotos» en colaboración con el cantante mexicano Juan Solo, y formó parte de la canción «Rico rico» junto a los artistas chilenos Moral Distraída y Los Vásquez. Luego de lanzar diversos sencillos como adelanto de su próximo álbum de estudio, Rosenthal anunció que seguirá lanzando música y colaboraciones nuevas durante el año, entre ellas publicó «Gira (el mundo gira)», «Santería» junto con Danna Paola y Lola Índigo y la canción «Dormir». Fue nominada a los Premios Musa en octubre de ese año en cuatro categorías: Artista Pop del Año, Canción del año y Colaboración del Año Nacional e Internacional, por los temas «Tiene sabor», «Rico rico» y «Santería», respectivamente, obteniendo todos los premios. A finales de diciembre, publicó «Todo lo que quiero eres tú», su versión en español del clásico villancico de Mariah Carey.

### 2021-2023:Todas seremos reinas y Supernova
A inicio de 2021, lanzó el sencillo «Báilalo mujer» junto a Flor de Rap, cuyo tema se presentó por primera vez por ambas cantantes el 28 del mismo mes, en la presentación de Rosenthal en el Festival de Las Condes. En abril de ese año, colaboró por segunda vez con Lola Índigo con el tema «Demente». Tras lanzar diversos sencillos desde 2019, como adelanto de su nuevo disco, finalmente el 27 de mayo de 2021, lanzó su tercer álbum de estudio, Todas seremos reinas. En junio, formó parte del sencillo «Como siempre» de Luciano Pereyra, y al mes siguiente publicó el video del tema «Me enamore de mi».
En octubre de 2023 lanza Supernova, su cuarto álbum de estudio, donde incluye colaboraciones con Danna Paola y Loyaltty.

### 2024-presente
En enero de 2024 se presentó en el LIII Festival del Huaso de Olmué, donde hizo un repaso de sus grandes éxitos. Además, invitó a dos chinchineras para que la acompañaran en el Patagual, como un homenaje a esta destreza chilena. Con este show se convirtió en uno de los números artísticos más vistos del certamen.

## Carrera actoral y televisión
En 2006 inició su trayectoria como actriz interpretando en la serie de Canal 13 Amango a su protagonista María Fernanda Mc Gellar, conocida como Feña. La serie se estrenó el 16 de junio de 2007. Simultáneamente es protagonista de la serie El blog de la Feña del mismo canal, donde adquirió protagonismo entre el público infantil por sus muletillas al hablar como: "¡O sea!", "¿Que ondi?". En 2009 comenzó con las grabaciones de Corazón rebelde, versión chilena de la serie mexicana Rebelde. En ella interpretó a Martina Valdivieso.
En 2011, participa en la película El limpiapiscinas de Sebastián Badilla , protagonizando el personaje Nicole Ivanov. A partir de mayo de 2012, Rosenthal se integra como parte del elenco del musical Que cante la vida: el musical que se estrenó el 7 de junio de 2012 en el Teatro Municipal de Las Condes en Santiago de Chile. Un año más tarde forma parte del elenco de la nueva serie juvenil El nuevo de Televisión Nacional de Chile, en la que tendrá el papel de Cote, la prima del protagonista. Adicionalmente, participó en le rodaje de otra película con Sebastián Badilla El BabySitter que fue un éxito de taquilla en los cines chilenos haciendo más de 100.000 espectadores el año 2013. 
En 2015, participó en la telenovela chilena Matriarcas de TVN, como Sandra Bravo. En 2016, Rosenthal participó en su segunda telenovela vespertina para Televisión Nacional de Chile, El camionero, en el rol de Marcela Flores. La teleserie se emitió desde agosto de 2016 a marzo de 2017. Ese mismo año, interpretó a Jéssica Lorca en la serie Chico reality de Mega. Adicionalmente, Denise formó parte de la segunda y tercera película de La Reina de las Nieves, dirigida por Aleksey Tsitsilin, Prueba de actitud dirigida por Fabrizio Copano y en las obras teatrales Aladino: el musical y La Carta: Un Homenaje a Violeta Parra en 2016 y 2018, respectivamente.
En 2021, formó parte como jurado en Got Talent Chile, junto con Sergio Freire, Carolina Arregui y Luis Gnecco, puesto al que renunció tempranamente para priorizar sus compromisos musicales. Su puesto terminó usándolo la también cantante Nicole.

## Otros proyectos y filantropía
En agosto de 2012, Denise encabezó la nueva campaña asociada al programa del Gobierno de Chile, Elige vivir sano que se llama "My Fitbook", el cual es un sitio web interactivo para promover la buena alimentación, el deporte y la vida sana dentro de los jóvenes chilenos. Ha participado junto al grupo Los Tetas de la campaña Keep A Breast Chile (Conserva tus senos), en el tema "Tócate" destinado a concienciar a las mujeres, especialmente a las jóvenes, sobre la conveniencia de explorar manual y periódicamente sus senos para detectar precozmente un cáncer de mama. También ha prestado su imagen para anunciar varias marcas, y usa su nombre e influencia para promocionarlas también en sus conciertos y en redes sociales.
El 22 de marzo de 2014, Denise Rosenthal estuvo presente en la primera edición del Festival de la Diversidad "Daniel Zamudio", festival organizado en conmemoración al joven homosexual asesinado en 2012 y que está a favor de la diversidad en cualquier ámbito y la fomentación de la no-discriminación, en especial de la comunidad LGBT. Otros artistas chilenos que también participaron en este festival fueron Saiko, Gepe, Difuntos Correa, K-réena y Camila Silva.
A principios de 2021, se confirma su participación en el festival solidario organizado por Desafío Levantemos Chile, al que también se unieron artistas como Danna Paola, Cami y Morat.

### Libro
En 2017 lanzó La vida en movimiento, su primer libro autobiográfico, que aborda su salto a la fama a temprana edad en las series Amango y El blog de la Feña, su niñez, la muerte de su mejor amiga Isidora, inspiración del tema homónimo, y el acoso sufrido por un desconocido durante cuatro años, entre otros temas.

## Vida privada
En 2017 comenzó una relación con Camilo Zicavo, el vocalista de Moral Distraída. El 9 de noviembre de 2020, durante la celebración del cumpleaños de la cantante, la pareja se comprometió. Finalmente, en marzo de 2022, en la comuna de Pirque, ambos contrajeron matrimonio.

## Discografía
Álbumes de estudio
- 2013: Fiesta
- 2017: Cambio de piel
- 2021: Todas seremos reinas
- 2023: Supernova

## Giras musicales
Principales
- 2012-2013: Denise Rosenthal Live
- 2013-2016: Fiesta by D-Niss
- 2017: Tour Verano 2017
- 2018: Cambio de Piel Tour
- 2019: Encadená Tour
- 2020: Tour de verano 2020[107]
- 2020: Todas seremos reinas Tour[108]

Telonera
- 2018: Never Be the Same Tour (para Camila Cabello)[109]

## Premios y nominaciones
| Año  | Premio                                               | Categoría                                  | Trabajo nominado        | Resultado | ref.    |
| ---- | ---------------------------------------------------- | ------------------------------------------ | ----------------------- | --------- | ------- |
| 2007 | BKN Awards                                           | Actriz Joven + BKN                         | Amango                  | Nominada  |         |
| 2007 | Premios TV Grama                                     | Actriz juvenil favorita                    | Ella misma              | Nominada  |         |
| 2008 | Premios 40 principales                               | Mejor artista Chile                        | Ella misma              | Nominada  |         |
| 2009 | Premios TV Grama                                     | Actriz juvenil favorita                    | Ella misma              | Ganadora  |         |
| 2010 | Premios Gold Tie                                     | Cantante juvenil                           | Ella misma              | Ganadora  |         |
| 2010 | Premios Gold Tie                                     | Revelación juvenil                         | Ella misma              | Nominada  |         |
| 2011 | Premios Gold Tie                                     | Actuación juvenil                          | Ella misma              | Nominada  |         |
| 2011 | Premios Gold Tie                                     | Cantante juvenil                           | Ella misma              | Ganadora  |         |
| 2011 | Premios Gold Tie                                     | Mejor video musical                        | «Men»                   | Nominada  |         |
| 2011 | Premios TV Grama                                     | Actriz juvenil favorita                    | Ella misma              | Ganadora  |         |
| 2012 | Premios Gold Tie                                     | Cantante juvenil                           | Ella misma              | Nominada  |         |
| 2012 | Premios Gold Tie                                     | Mejor video musical                        | «I Wanna Give My Heart» | Ganadora  |         |
| 2012 | Premios 40 Principales América                       | Mejor artista o grupo revelación, Zona Sur | Ella misma              | Ganadora  | [ 20 ]  |
| 2020 | Festival Internacional de la Canción de Viña del Mar | Gaviota de plata                           | Ella misma              | Ganadora  | [ 53 ]  |
| 2020 | Festival Internacional de la Canción de Viña del Mar | Gaviota de oro                             | Ella misma              | Ganadora  | [ 53 ]  |
| 2020 | Festival Internacional de la Canción de Viña del Mar | Artista del festival                       | Ella misma              | Ganadora  | [ 110 ] |
| 2020 | Premios Pulsar                                       | Canción del año                            | «Agua segura»           | Nominada  | [ 58 ]  |
| 2020 | Premios Musa                                         | Artista pop del año                        | Ella misma              | Ganadora  | [ 68 ]  |
| 2020 | Premios Musa                                         | Canción del año                            | «Tiene sabor»           | Ganadora  | [ 68 ]  |
| 2020 | Premios Musa                                         | Colaboración nacional del año              | «Rico rico»             | Ganadora  | [ 68 ]  |
| 2020 | Premios Musa                                         | Colaboración internacional del año         | «Santería»              | Ganadora  | [ 68 ]  |
| 2021 | Premios Pulsar                                       | Canción del año                            | «Tiene sabor»           | Nominada  | [ 111 ] |
| 2021 | Premios Musa                                         | Canción del año                            | «Báilalo Mujer»         | Nominada  | [ 112 ] |
| 2021 | Premios Musa                                         | Colaboración nacional del año              | «Báilalo Mujer»         | Nominada  | [ 112 ] |
| 2021 | Premios Musa                                         | Videoclip del año                          | «Demente»               | Ganadora  | [ 113 ] |
| 2021 | Premios Musa                                         | Artista del año                            | Ella misma              | Ganadora  | [ 113 ] |
| 2022 | Premios Pulsar                                       | Artista del público                        | Ella misma              | Nominada  | [ 114 ] |
| 2022 | Premios Pulsar                                       | Mejor artista pop                          | Ella misma              | Nominada  | [ 114 ] |
| 2022 | Premios Pulsar                                       | Videoclip del año                          | «Demente»               | Nominada  | [ 114 ] |
| 2022 | Premios Musa                                         | Mejor artista pop                          | Ella misma              | Ganadora  | [ 115 ] |